# Mårten Helsing
Mårten Helsing (latiniserat Martinus Olai Helsingus), död 7 april 1568, var en svensk ämbetsman och sekreterare i kungliga kansliet.
Mårten Helsing hade studerat i Wittenberg och i Rostock. Han anlitades i ett flertal diplomatiska beskickningar bland annat till England 1556 och 1561 samt till Skottland. Mårten Helsing bearbetade på Erik XIV:s uppdrag Peder Svarts krönika och tillskrivs författarskapet för en redogörelse från 1565 för det då pågående Nordiska sjuårskriget, Vera et brevis narratio, samt var troligen författaren till en 1567 tryckt mycket använd bönbok, tidigare tillskriven Martinus Olai Gestricius.
Mårten Helsing skall enligt trovärdiga uppgifter ha misshandlats till döds av Erik XIV.